# Município de Loudon (condado de Carroll, Ohio)
O município de Loudon (em inglês: Loudon Township) é um município localizado no condado de Carroll no estado estadounidense de Ohio. No ano de 2010 tinha uma população de 1.009 habitantes e uma densidade populacional de 15,4 pessoas por km².

## Geografia
O município de Loudon encontra-se localizado nas coordenadas 40° 27′ 39″ N, 80° 58′ 45″ O. Segundo a Departamento do Censo dos Estados Unidos, o município tem uma superfície total de 65.51 km², da qual 65,49 km² correspondem a terra firme e (0,02 %) 0,02 km² é água.

## Demografia
Segundo o censo de 2010, tinha 1.009 habitantes residindo no município de Loudon. A densidade populacional era de 15,4 hab./km². Dos 1.009 habitantes, o município de Loudon estava composto pelo 98,61 % brancos, o 0,1 % eram afroamericanos, o 0,2 % eram amerindios e o 1,09 % eram de uma mistura de raças. Do total da população o 0,59 % eram hispanos ou latinos de qualquer raça.